# Цианотипия
Цианоти́пия — бессеребряный фотографический процесс, основанный на использовании светочувствительных солей железа. Название дано по наиболее распространённому при фотопечати по такой технологии голубому (сине-зелёному, англ. Cyan) оттенку получаемого изображения. Процесс изобретён в 1842 году английским физиком и астрономом Джоном Гершелем. Он широко использовался для изготовления светокопий чертежей и документов («синек»), а в настоящее время получил распространение среди фотохудожников как альтернативный процесс.

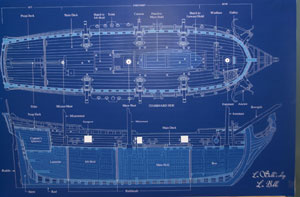
«Синька» чертежа барка La Belle

## Описание
Главные достоинства технологии заключаются в её простоте и возможности печати на любых материалах, способных удержать чувствительный слой. В отличие от обычных фотопроцессов, цианотипия пригодна только для контактной печати и фотограмм из-за очень низкой светочувствительности. Классическая технология, в некоторых источниках называемая «бессеребряным негативным процессом», основана всего на двух веществах: 30%-м растворе аммиачного лимоннокислого железа (Цитрат железа(III)-аммония) и 12%-м растворе железосинеродистого калия (Красная кровяная соль). В результате смешивания их равных долей получается раствор, который затем наносится кистью на какую-либо поверхность, чаще всего акварельную бумагу. После полного высыхания такая бумага становится чувствительной к ультрафиолетовому излучению. На экспонированных участках покрытие становится нерастворимым, образуя турнбулеву синь, окрашивающую поверхность.

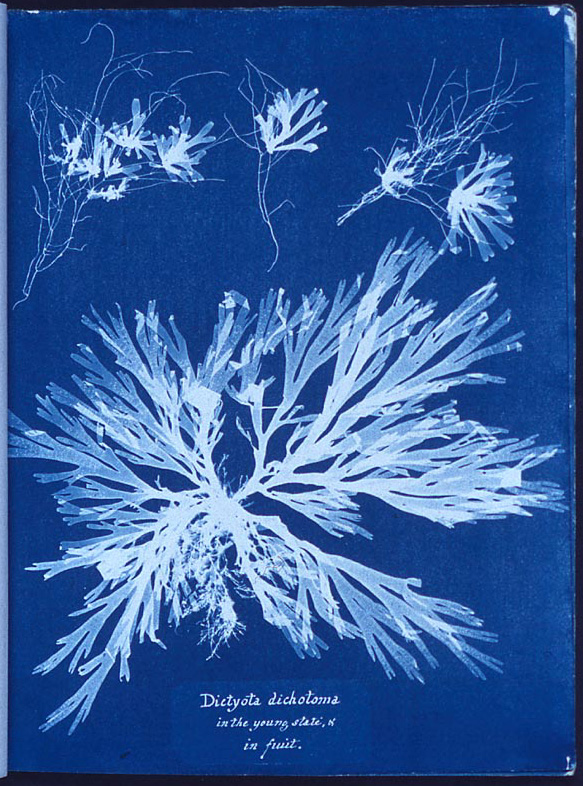
Фотограмма растений, выполненная способом цианотипии

Закрепление отпечатка заключается в его промывке водой. Растворимое в воде железо Fe (III) вымывается, в то время как нерастворимая турнбулева синь остаётся на бумаге. В результате получается негативное (по отношению к оригиналу) изображение синеватого оттенка. Меньшую известность получил аналогичный бессеребряный прямопозитивный процесс. Он основан на тех же солях железа и железистосинеродистом калии (жёлтая кровяная соль). Их сочетание даёт нерастворимую в воде берлинскую лазурь, образующую изображение в тех местах, где свет не подействовал, то есть с позитива получают позитив, а с негатива — негатив. Для бессеребряного позитивного процесса необходимы 4 запасных раствора: 20%-й раствор гуммиарабика, 50%-й раствор аммиачного лимоннокислого железа, 50%-й раствор хлорного железа и 10%-й раствор железистосинеродистого калия. Последний используется в качестве проявителя. Кроме этих двух технологий, бессеребряной фотографии на солях железа известны ещё несколько, разработанных за полтора столетия разными учёными-химиками.
Оба процесса можно использовать для получения фотоотпечатков. В случае негативного процесса изготавливается негатив, пригодный для контактной печати, то есть того же формата, что и будущий снимок. С плёночного диапозитива негатив может быть получен его оптической печатью на фототехнической плёнке. В случае негативного оригинала необходим дополнительный промежуточный контратип или позитивный процесс с жёлтой кровяной солью. Готовый форматный негатив накладывается поверх обработанной раствором бумаги в рамке для контактной печати и облучается сверху ультрафиолетом. Излучение, проходя через прозрачные места негатива, экспонирует бумагу. В качестве источника света используют солнце или промышленные лампы. С цифрового снимка негатив может быть изготовлен на прозрачной плёнке лазерным или струйным принтером.
Цвет цианотипного отпечатка зависит от соотношения железосинеродистого калия и аммиачного железа. При избытке последнего получается более голубой оттенок, а в случае преобладания красной кровяной соли цвет становится серовато-синим. Для получения других цветовых тонов отпечаток вирируют. Одним из распространённых способов считается тонирование чёрным или зелёным чаем.

## Сохранность
В отличие от других старинных и современных процессов, цианотипные отпечатки плохо сохраняются в присутствии оснований, поэтому не рекомендуется хранить или демонстрировать снимки в обложке из определённых видов картона. В таких условиях они выцветают. С другой стороны, уникальное свойство таких отпечатков — способность к регенерации: после выцветания под длительным действием света они могут быть заметно восстановлены до исходного состояния хранением в темноте.